# Matteo Piantedosi
Matteo Piantedosi (n. 20 aprilie 1963, Napoli, Italia) este un politician și prefect italian.